# Aglutinina del germen de trigo

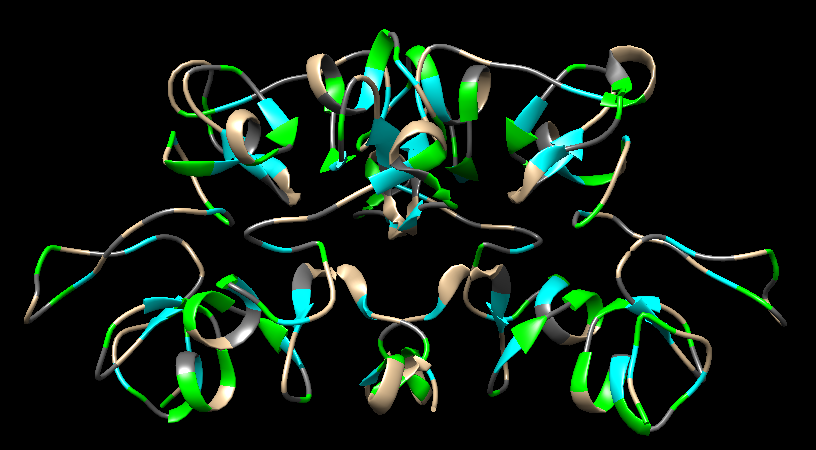
La imagen de arriba muestra AGT3 (WGA3) en el programa Chimera (código PDB 1WGT). El color cian muestra los residuos de cisteína, el color verde claro muestra los residuos de glicina y el color gris oscuro muestra los residuos hidrofóbicos restantes.

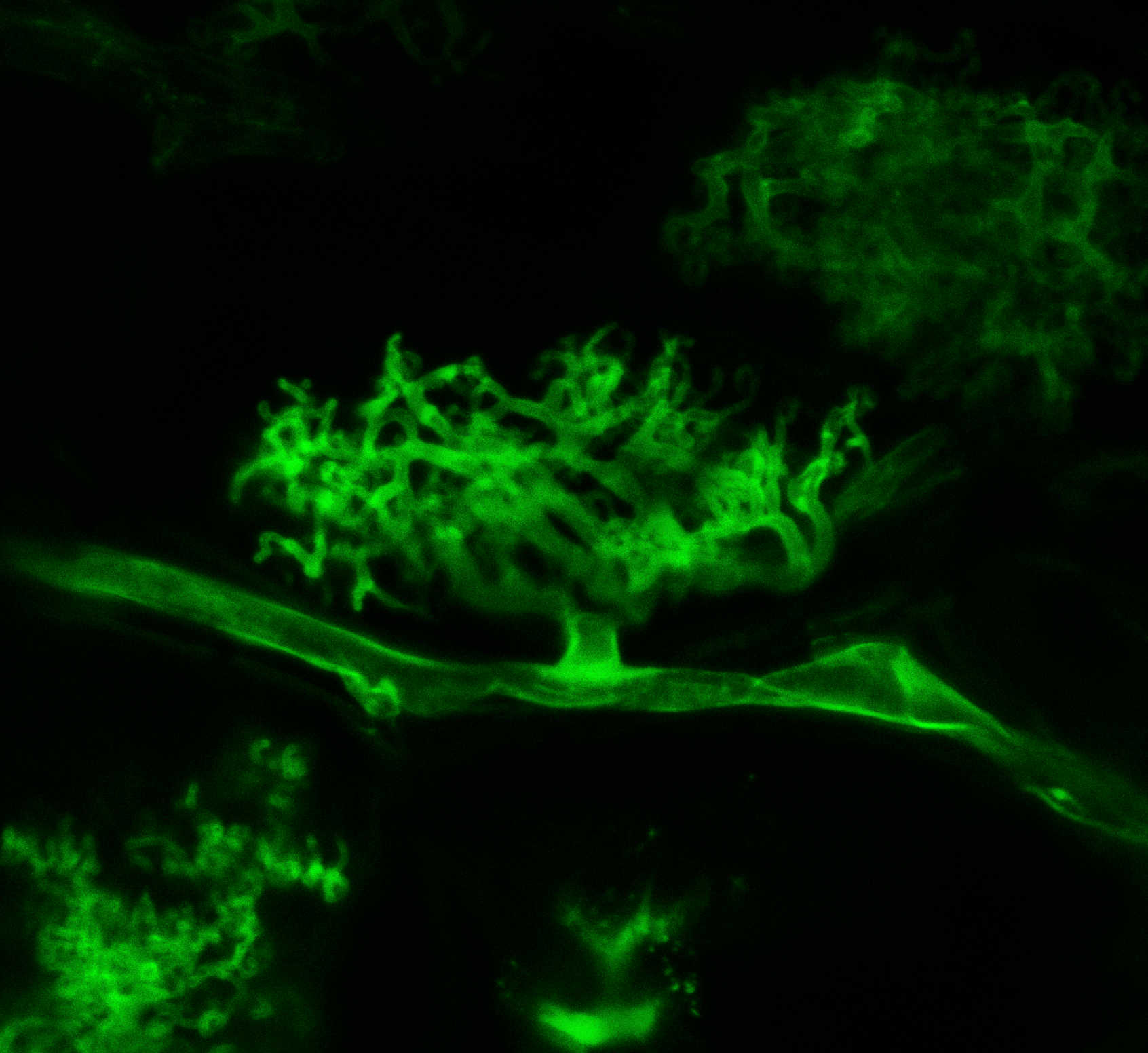
Imagen de microscopía fluorescente de un arbúsculo fúngico teñido con AGT y Alexa Fluor.

La aglutinina del germen de trigo (AGT, WGA, Wheat germ agglutinin, en nomenclatura inglesa) es una lectina que protege al trigo (Triticum) de insectos, levaduras y bacterias. La AGT se asocia al salvado del trigo y no a su semilla.
Como proteína aglutinina, se une a la N-acetil-D-glucosamina y al ácido siálico. También se ha demostrado que la AGT interactúa con residuos de ácido siálico en oligosacáridos. La AGT succinilada es selectiva para la β-N-acetilglucosamina (β-GlcNAc), lo que la convierte en una herramienta útil para detectar O-GlcNAc. 
La AGT (WGA) se compone de una mezcla de tres isoformas (WGA1, WGA2, WGA3), que son bastante similares entre sí y cada una contiene una cantidad inusualmente alta de glicina. Estas tres isoformas varían en un total de 10 posiciones de aminoácidos y todas tienen estructuras diméricas con cuatro dominios por monómero. Cada dominio (WGA.A, WGA.B, WGA.C, WGA.D) es similar a la heveína y está estabilizado por un enlace disulfuro. La N-acetil-D-glucosamina en el entorno natural del trigo se encuentra en la quitina de los insectos y en la membrana celular de levaduras y bacterias. 
La AGT se encuentra en abundancia -pero no exclusivamente- en el grano de trigo, de donde le viene el nombre de "germen". En los mamíferos, la N-acetil-D-glucosamina a la que se une la AGT se encuentra en el cartílago y la córnea, entre otros lugares. En estos animales, el ácido siálico se encuentra en las membranas mucosas, por ejemplo en el revestimiento interno de la nariz, y en el tracto digestivo.
En solución, la AGT existe principalmente como un heterodímero de 38.000 daltons. Es catiónica a pH fisiológico. Contiene un módulo de unión a carbohidratos denominado CBM18.

## Uso en biología molecular
La AGT también es utilizada ampliamente en la investigación biológica, sobre todo en el campo de la glicobiología. Como la AGT se une a los glucoconjugados, puede utilizarse para marcar membranas celulares, tejido cicatricial fibrótico y micorrizas arbusculares con fines de imagen y análisis. 
La AGT es bastante estable en soluciones ácidas y puede ser resistente a la proteólisis. También ha demostrado cierta citotoxicidad, por lo que se ha utilizado en investigaciones recientes sobre cánceres hematológicos, en particular la leucemia mieloide aguda. Además, se cree que la AGT mejora la administración de fármacos gracias a su capacidad para atravesar la barrera hematoencefálica, pero aún no se ha investigado esta hipótesis.